# Peplonia
Peplonia es un género de fanerógamas de la familia Apocynaceae. Contiene nueve especies. Es originario de Suramérica.

## Descripción
Son enredaderas sufrútices que alcanzan los 3 m de altura.  Brotes glabros. Las láminas foliares son herbáceas, coriáceas, de 2-10 cm de largo, 1.4 cm de ancho, obovadas a ovadas o elípticas a ovadas, obtusas o basalmente redondeadas a cuneadas, el ápice agudo a acuminado, adaxial casi glabras, abaxialmente glabras o pubescentes, con 1-2 coléteres en la base de las hojas.
Las inflorescencias son axilares, emparejadas o más cortas que las hojas adyacentes, 3-10 flores,  pedunculadas a subsésiles, pedúnculos casi tan largos como los pedicelos.

## Distribución y hábitat
Se distribuyen por América del Sur en Brasil (Bahía, Minas Gerais, Río de Janeiro, São Paulo) donde se encuentra a orillas del mar en  restinga, bordes de caminos, matorrales y vegetación ribereña.

## Taxonomía
El género fue descrito por Joseph Decaisne y publicado en Prodromus Systematis Naturalis Regni Vegetabilis 8: 545. 1844.

## Especies
| - Peplonia amazonica Benth. - Peplonia asteria (Vell.) Fontella & E.A.Schwarz - Peplonia axillaris (Vell.) Fontella & Rapini - Peplonia bradeana (Fontella & E.A.Schwarz) Fontella & Rapini - Peplonia hatschbachii (Fontella & de Lamare) Fontella & Rapini - Peplonia hilariana E.Fourn. - Peplonia nitida Decne. - Peplonia organensis (E.Fourn.) Fontella & Rapini - Peplonia riedelii (E.Fourn.) Fontella & Rapini |